# Hotel California (Album)
Hotel California ist ein Musikalbum der US-amerikanischen Country-Rock-Band Eagles, das 1976 veröffentlicht wurde. Es ist ihr erstes Album ohne das Gründungsmitglied Bernie Leadon und das erste mit Joe Walsh. Es ist außerdem das letzte Album der Eagles mit dem Bassisten und Sänger Randy Meisner.

## Geschichte
Hotel California war das fünfte Album der Eagles und wurde zu einem großen kommerziellen Erfolg. Seit der Veröffentlichung 1976 wurde es allein in den USA über 16 Millionen Mal verkauft und über 32 Millionen weltweit. Ihr meistverkauftes Studioalbum gehört auch zu den weltweit meistverkauften Musikalben. Das Album belegte 1976 und 1977 für insgesamt acht Wochen Platz 1 der US-Charts und enthielt zwei Titel, die 1977 als Singles für jeweils eine Woche Nummer-eins-Hit in den Billboard Hot 100 waren: New Kid in Town am 26. Februar und Hotel California am 7. Mai.
Hotel California ist in den USA eines der 15 bislang meistverkauften Alben, was die Eagles – neben den Beatles und Led Zeppelin – zu einer der kommerziell erfolgreichsten Bands macht. Der Erfolg in Europa fiel hingegen deutlich geringer aus.
2001 erreichte Hotel California Platz 15 auf der Liste der größten Alben „aller Zeiten“ des Fernsehsenders VH1, außerdem Platz 13 in einer Umfrage des britischen Fernsehsenders Channel 4 zu den 100 größten Alben aller Zeiten aus dem Jahre 2005. In der Zeitschrift Rolling Stone war Hotel California auf Platz 37 der Liste der größten Alben aller Zeiten aus dem Jahr 2003.
Für die Produktion des Albumcovers waren Don Henley und John Kosh verantwortlich. Das Cover zeigt das The Beverly Hills Hotel in Beverly Hills, aufgenommen von David Alexander. Das Hotel-California-Logo entwarf John Kosh. Das Albumcover zählt zu den teuersten, die bis zu diesem Zeitpunkt jemals produziert worden waren, da keinerlei moderne Digitaltechniken zur Verfügung standen. Vielmehr mussten alle Arbeiten in analoger Form durchgeführt werden.

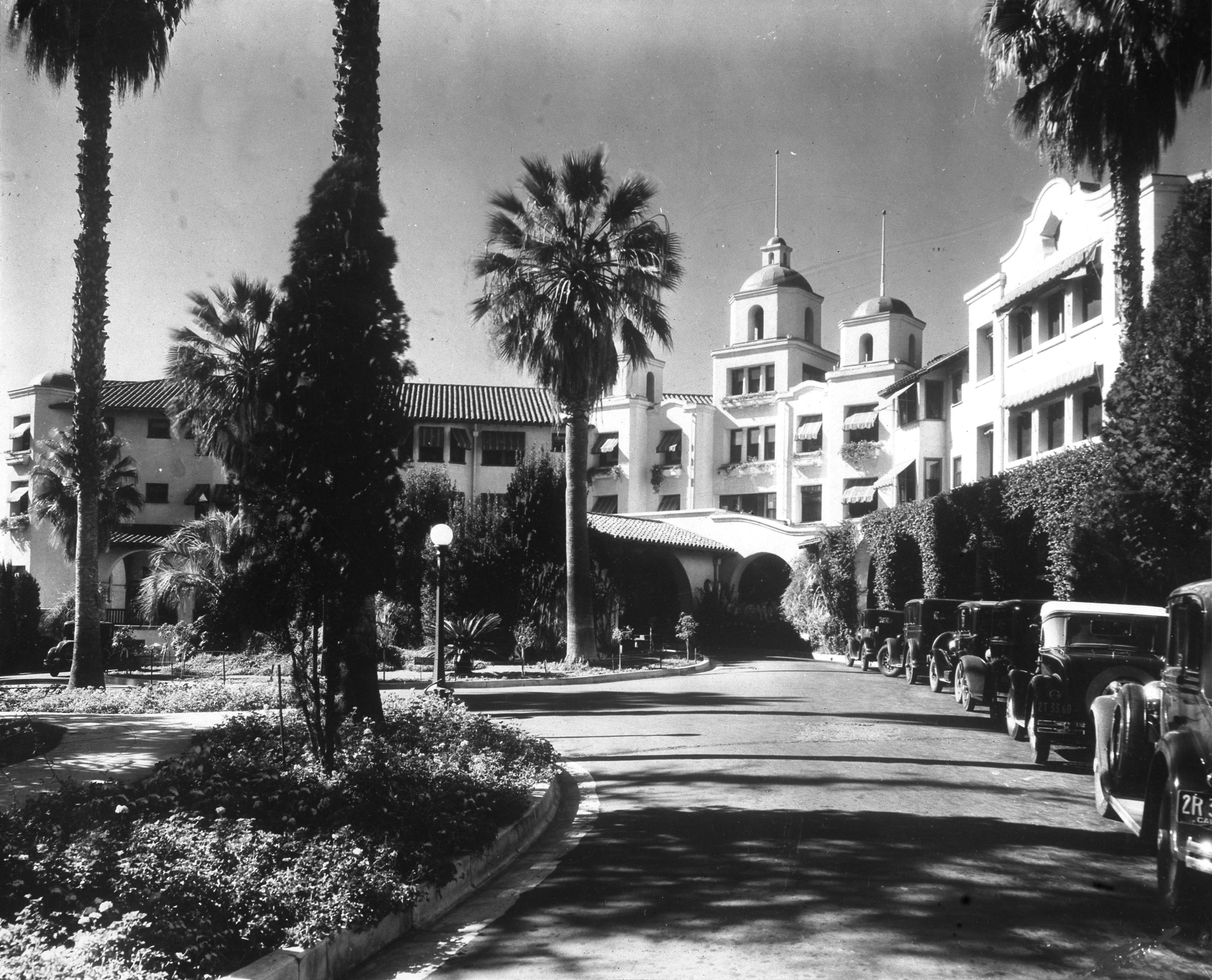
Das Beverly Hills Hotel im Jahr 1925
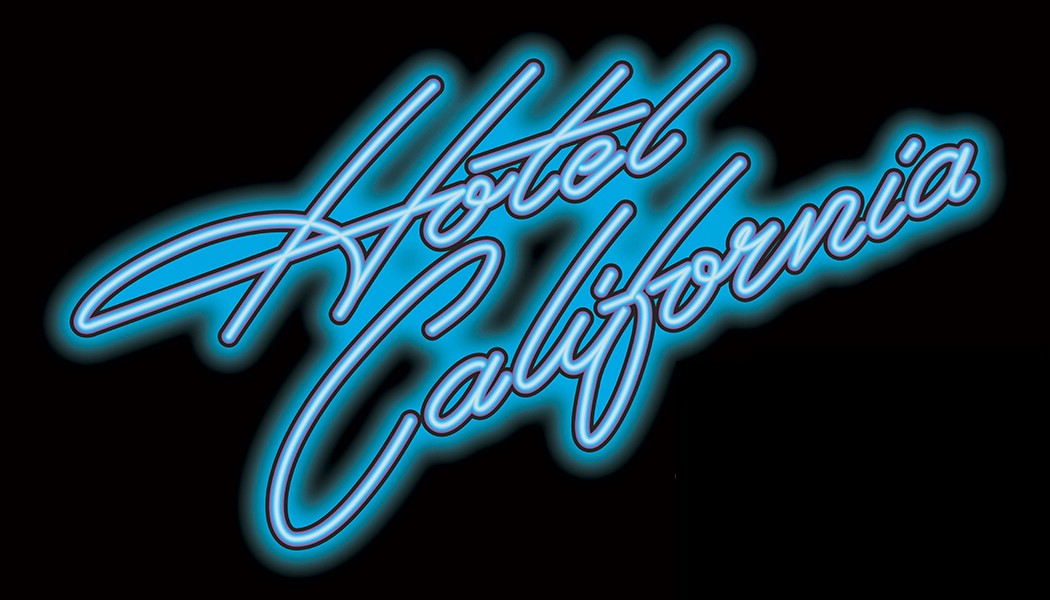
Hotel-California-Logo von John Kosh

## Titelliste
1. Hotel California (Felder, Henley, Frey) – 6:30
Gesang und Perkussion: Don Henley; Gitarrensoli: Joe Walsh und Don Felder
2. New Kid in Town (J. D. Souther, Henley, Frey) – 5:04
Gesang und akustische Gitarre: Glenn Frey; Guitarrón und akustische Gitarre: Randy Meisner, E-Gitarre: Don Felder; Orgel und E-Piano: Joe Walsh
3. Life in the Fast Lane (Walsh, Henley, Frey) – 4:46
Gesang: Don Henley; Lead-Gitarre: Joe Walsh; Clavinet: Glenn Frey
4. Wasted Time (Henley, Frey) – 4:55
Gesang: Don Henley; Klavier: Glenn Frey; E-Gitarre: Don Felder; Orgel: Joe Walsh
5. Wasted Time (Reprise) (instrumental) (Henley, Frey, Jim Ed Norman) – 1:22
Streicher arrangiert und dirigiert von Jim Ed Norman
6. Victim of Love (Felder, Souther, Henley, Frey) – 4:11
Gesang:Don Henley; Lead-Gitarre: Don Felder; Slide-Gitarre: Joe Walsh
7. Pretty Maids All in a Row (Walsh, Joe Vitale) – 4:05
Gesang, Klavier und Lead-Gitarre: Joe Walsh; Synthesizer: Joe Walsh und Glenn Frey
8. Try and Love Again (Meisner) – 5:10
Gesang: Randy Meisner; Lead-Gitarre: Glenn Frey; E-Gitarre: Joe Walsh
9. The Last Resort (Henley, Frey) – 7:25
Gesang: Don Henley; Klavier: Glenn Frey; Synthesizer: Joe Walsh und Don Henley; Pedal-Steel-Gitarre: Don Felder

## Mitwirkende
- Don Felder: Akustische Gitarre, Slide- & E-Gitarre, Pedal-Steel-Gitarre, Gesang
- Glenn Frey: Gitarre, Synthesizer, Klavier, Keyboard, Clavinet, Gesang
- Don Henley: Schlagzeug, Perkussion, Synthesizer, Gesang
- Randy Meisner: Bassgitarre, Akustische Gitarre, Guitarrón, Gesang
- Joe Walsh: E-Gitarre, Slide- und Akustische Gitarre, Slide-Gitarre, Keyboard, Klavier, Orgel, Synthesizer, Gesang

- Jim Ed Norman: Dirigent
- Sid Sharp: Konzertmeister

Produktion:
- Produzent; Tonmischung: Bill Szymczyk
- Tontechnik: Allan Blazek, Bruce Hensal, Ed Marshall, Bill Szymczyk
- Streicher-Arrangement: Jim Ed Norman
- Künstlerische Leiter: Don Henley, John Kosh
- Design, Artwork: John Kosh
- Fotograf: David Alexander
- Poster-Design: Norman Seeff
- CD-Vorbereitung: Kevin Gray
- Bearbeitung: Ted Jensen

## Kommerzieller Erfolg

### Chartplatzierungen
| ChartsChartplatzierungen       | Höchstplatzierung | Wochen |
| ------------------------------ | ----------------- | ------ |
| Deutschland (GfK)              | 3 (54 Wo.)        | 54     |
| Österreich (Ö3)                | 9 (24 Wo.)        | 24     |
| Schweiz (IFPI)                 | 99 (1 Wo.)        | 1      |
| Vereinigte Staaten (Billboard) | 1 (158 Wo.)       | 158    |
| Vereinigtes Königreich (OCC)   | 2 (85 Wo.)        | 85     |

| ChartsJahrescharts (1977) | Platzierung |
| ------------------------- | ----------- |
| Deutschland (GfK)         | 7           |
| Österreich (Ö3)           | 12          |

### Auszeichnungen für Musikverkäufe
| Land/Region                  | Auszeichnungen für Musikverkäufe (Land/Region, Auszeichnung, Verkäufe) | Verkäufe   |
| ---------------------------- | ---------------------------------------------------------------------- | ---------- |
| Australien (ARIA)            | 9× Platin                                                              | 630.000    |
| Dänemark (IFPI)              | Gold                                                                   | 10.000     |
| Deutschland (BVMI)           | Platin                                                                 | 500.000    |
| Finnland (IFPI)              | Gold                                                                   | 30.933     |
| Frankreich (SNEP)            | Diamant                                                                | 1.000.000  |
| Hongkong (IFPI/HKRIA)        | Platin                                                                 | 20.000     |
| Italien (FIMI)               | Gold                                                                   | 25.000     |
| Kanada (MC)                  | Diamant                                                                | 1.000.000  |
| Neuseeland (RMNZ)            | 9× Platin                                                              | 180.000    |
| Niederlande (NVPI)           | Platin                                                                 | 80.000     |
| Norwegen (IFPI)              | —                                                                      | 120.000    |
| Österreich (IFPI)            | Gold                                                                   | 25.000     |
| Schweiz (IFPI)               | 2× Platin (WEA) · + 2× Platin (Warner)                                 | 150.000    |
| Spanien (Promusicae)         | 4× Platin                                                              | 400.000    |
| Vereinigte Staaten (RIAA)    | 26× Platin                                                             | 26.000.000 |
| Vereinigtes Königreich (BPI) | 6× Platin                                                              | 1.800.000  |
| Insgesamt                    | 4× Gold · 41× Platin · 4× Diamant ·                                    | 32.020.933 |

Hauptartikel: Eagles/Auszeichnungen für Musikverkäufe